# Jules Lalière
 Jules Lalière (1875-1955) est un architecte belge de la période Art nouveau qui fut actif à Namur.
Sa plus belle réalisation est incontestablement sa maison personnelle, avenue Cardinal Mercier n° 48, dont la façade de pierre blanche est ornée de feuilles de marronnier, de prises d'air en forme de masque de tragédie grecque, d'un superbe oriel, d'une magnifique corniche et de sgraffites de Gabriel van Dievoet.

## Biographie
Jules Lalière est né à Lambusart en 1875 et décédé à Namur en 1953.
Après avoir suivi les cours à l'Académie des Beaux-Arts de Bruxelles, il a construit plusieurs immeubles Art nouveau à Salzinnes dans la banlieue de Namur.
Il s'inscrivait dans la tendance « Art nouveau floral » initiée par Victor Horta (par opposition à la tendance « Art nouveau géométrique » initiée par Paul Hankar : voir Art nouveau en Belgique).
Il fut membre de la Commission royale des Monuments et des Sites à partir de 1929.

## Réalisations

### Immeubles de style «Art nouveau floral»
- 1900 : Maison personnelle de Jules Lalière, avenue Cardinal Mercier, 48 (sgraffites de Gabriel van Dievoet)

### Immeubles de style «Art nouveau floral» teinté d'éclectisme
- 1905 : avenue Cardinal Mercier, 48 (immeuble teinté de néo-gothique,
- 1901 : « Maison Doutremont » boulevard d'Omalius, à Namur (sgraffites de Gabriel van Dievoet représentant des marguerites)
- 1903 : « Maison Collin », boulevard d'Omalius, 63 à Namur (sgraffites de Gabriel van Dievoet représentant des pavots)
- 1903 : « Propriété Haus et Gillieaux » avenue Gillieaux à Charleroi, quatre maisons  (sgraffites de Gabriel van Dievoet : bleuet, soleil, narcisse)
- 1905 : avenue Reine Astrid, 72 (immeuble teinté d'éclectisme)
- Avenue Cardinal Mercier, 55 (immeuble teinté de néo-gothique, sgraffites de Gabriel van Dievoet)

### Immeubles de style néo-classique
- Cinéma La Renaissance (aujourd'hui Eldorado), rue de Fer, 36 (réalisé en 1919-1920)

### Immeubles de style éclectique
- rue Mazy, 23 à Jambes
- "Le Chesselet" à Sosoye, château construit pour la famille Desclée en 1932[2].